# Lindsey Stirling
Lindsey Stirling (Santa Ana, 21 settembre 1986) è una violinista, compositrice e ballerina statunitense.
Stirling si distingue per la sua capacità di spaziare tra diversi generi musicali, tra cui country e hip hop. Nel 2010, a 23 anni, ha raggiunto i quarti di finale della quinta stagione di America's Got Talent, partecipando con il titolo di Hip Hop Violinist.

## Biografia

### Dagli esordi al successo internazionale (fino al 2017)
Lindsey Stirling è nata a Santa Ana, nella Contea di Orange, California, e cresciuta a Gilbert, in Arizona, prima di trasferirsi a Provo, nello Utah.
A cinque anni, influenzata dai dischi di musica classica del padre, chiese di imparare a suonare il violino. Nonostante la difficile situazione economica familiare, iniziò le lezioni all'età di sei anni. Dopo dodici anni di studi privati, a sedici anni si unì a una rock band chiamata Stomp on Melvin, con la quale compose un brano rock per violino che le permise di vincere il titolo di Miss Arizona Jr. nel 2005, nonché la categoria 'talento' di Miss America Jr..
Nel 2010 partecipò alla quinta edizione di America's Got Talent, dove arrivò ai quarti di finale. Sebbene i giudici le dicessero che non sarebbe riuscita a riempire un teatro a Las Vegas, riconobbero il suo grande talento. Subito dopo, il regista Devin Graham la contattò via Facebook, proponendole di realizzare un video musicale per la sua canzone Spontaneous Me. Il video, pubblicato su YouTube, le permise di guadagnare visibilità e contribuì alla crescita della sua carriera.
Nel 2012, il suo primo album, intitolato Lindsey Stirling, fu pubblicato digitalmente il 18 settembre, ottenendo subito il primo posto nella classifica Classical Album della Billboard. Nello stesso anno, il video di Crystallize raggiunse l'ottava posizione nella classifica dei video più visualizzati su YouTube, con oltre 42 milioni di visualizzazioni. Inoltre, partecipò alla manifestazione musicale Celtica a Courmayeur.
All'inizio del 2013, Lindsey collaborò con Tyler Ward per la realizzazione dell'EP 1 Original, ONE Cover, composto da due brani. Il 14 gennaio 2013, uscì anche un altro EP, Living Room Sessions, creato insieme a Tyler Ward e Chester See. Nel corso dello stesso anno, la Stirling intraprese un tour negli USA, in Canada e in Europa.
Nel 2016, pubblicò il suo terzo album, Brave Enough, il 19 agosto. Questo album conteneva 18 brani, di cui quattro nella versione deluxe. I singoli di maggiore successo dell'album furono The Arena, Something Wild (usata nel film Il drago invisibile) e Hold My Heart, realizzata in collaborazione con ZZ Ward. I video di queste canzoni raggiunsero rapidamente decine di milioni di visualizzazioni. 
Sempre nel 2016, Lindsey pubblicò la sua autobiografia, The Only Pirate at the Party, scritta in collaborazione con sua sorella Brook S. Passey. Il libro, che racconta la sua infanzia, la sua lotta contro l'anoressia e il suo percorso verso il successo, debuttò nella lista dei best-seller del New York Times.
Nel 2017, Lindsey partecipò alla 25ª edizione di Dancing with the Stars, in coppia con il ballerino professionista Mark Ballas. Il 20 ottobre dello stesso anno, pubblicò il suo quarto album in studio, Warmer in the Winter, un album natalizio che include sia cover di canti tradizionali e moderni che alcune composizioni originali, tra cui la traccia omonima cantata dalla stessa Lindsey, in collaborazione con vari artisti, tra cui Alex Gaskarth del gruppo All Time Low.

### Progetti televisivi, musicali e collaborazioni (2018-2020)
Alla fine del 2018, Lindsey Stirling prese parte a vari programmi televisivi. Il 15 ottobre 2018, come ospite a Dancing with the Stars, dove partecipò a una "trio dance" con Bobby Bones e Sharna Burgess. Successivamente, Stirling apparve come attrice in un episodio della prima stagione di "The Outpost", interpretando il ruolo di Pock. A novembre 2018, apparve sulla copertina della rivista francese di lifestyle, Grumpy Magazine. Inoltre, pubblicò un video musicale per "You're a Mean One Mr Grinch" con Sabrina Carpenter, estratto dal suo album natalizio del 2017, "Warmer in the Winter". A dicembre dello stesso anno, apparve come ospite nel programma Darci Lynne: My Hometown Christmas. In un'intervista successiva con Huffington Post, Stirling rivelò di essere stata invitata a partecipare alla prima stagione di America's Got Talent: The Champions, ma di aver deciso di declinare l'offerta.
Il 21 giugno 2019, Stirling annunciò il lancio del suo quinto album, Artemis, previsto per il tardo 2019. Spiegò che l'album era ispirato dalla dea greca Artemis, trovando parallelismi con le sue esperienze personali. Il primo singolo dell'album, "Underground", uscì sia in formato audio che come video musicale. In concomitanza con il lancio dell'album, fu annunciato l'Artemis Tour, che ha ebbe inizio in Messico e Europa nel 2019, ma venne successivamente posticipato a causa della pandemia di COVID-19. Il tour riprese in Nord America nel 2021, mentre le date in Australia, Russia e Ucraina furono cancellate. Contestualmente all'uscita dell'album, venne annunciata anche una serie di fumetti in sei parti intitolata "Artemis".
Nel luglio 2019, Stirling eseguì "The Upside", un singolo dall'album, durante la celebrazione di A Capitol Fourth. La canzone venne poi incisa nuovamente con la partecipazione vocale di Elle King e accompagnata da un video musicale e una performance su Live with Kelly and Ryan.

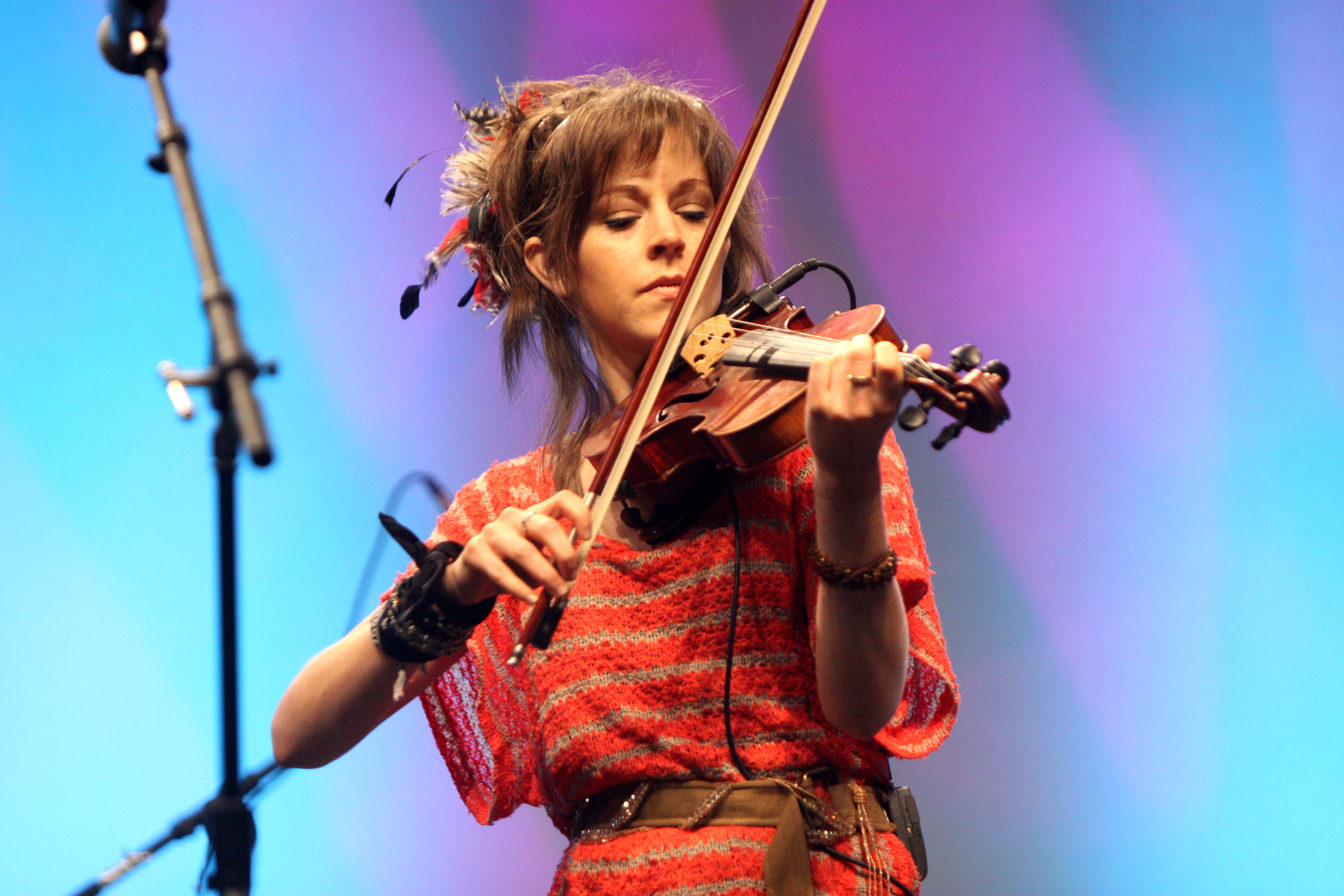
Lindsey Stirling nel 2012

A partire dal 2020, Stirling condivise nuove versioni live di vari brani, tra cui "Shatter Me", accompagnata dalla partecipazione di Lzzy Hale, cantante della band Halestorm.

### Collaborazioni e attività (2021-2022)
Nel 2021, Lindsey Stirling collaborò con il DJ e produttore Tritonal per il singolo "Love Me Like You Do", pubblicato il 28 ottobre. Inoltre, intraprese il "Artemis Tour" nel 2021, con date posticipate in Nord America, e programmò un tour in Australia per il 2022.
All'inizio del 2021, Stirling pubblicò "Lose You Now" in collaborazione con il DJ Mako, una traccia basata sul brano "Guardian" dal suo album Artemis. Il video musicale uscì il 15 gennaio.. A febbraio, Stirling venne confermata come performer principale agli iHeartRadio Music Awards 2021, dove collaborò con i Echosmith esibendosi nel brano "Siamese Twins". Il 4 maggio 2021, annunciò il suo ritorno sulla scena live con il tour "Artistry Live", il suo primo tour dal 2019. Nel luglio 2021, partecipò all'album Rebel Hearts dei Luna 13, suonando il violino in tre tracce.
Il 5 novembre 2021, pubblicò l'EP natalizio Snow Waltz, che include sia brani originali che reinterpretazioni di classici natalizi.
Nel 2022, compose il tema musicale per la serie Good Sam di CBS, con Sophia Bush. A febbraio, aprì il Bell Bank Park in Arizona.
A marzo 2022, partecipò al Kelly Clarkson Show, esibendosi insieme a Karolina Protsenko. Inoltre, lanciò uno show sulla piattaforma Amp di Amazon, il 30 marzo 2022. Il suo primo show andò in onda il 30 marzo.
In un'intervista con Violinist il 31 marzo 2022, Stirling confermò di essere al lavoro su un nuovo album. Il 2 aprile 2022, si esibì al Seaworld Orlando come parte del Seven Seas Food Festival.
A luglio 2022, Stirling partecipò al Montreal International Jazz Festival e al Festival at Sandpoint il 6 agosto 2022. Inoltre, il 7 luglio 2022, pubblicò una versione live di "Brave Enough" come parte del Brave Enough Tour.

### Attività recenti e futuro (2023-)
Nel 2023, Lindsey Stirling partecipò a numerosi festival, tra cui l'Arizona Musicfest, il Park City Music Festival e il Live Oak Music Festival.
Nel gennaio 2024, si esibì al NAMM Show 2024 per Yamaha e ricevette il prestigioso She Rocks Award.
L'8 marzo 2024, annunciò il lancio del suo nuovo album Duality, previsto per il 16 giugno, anticipato dal singolo "Eye Of The Untold Her". A marzo, confermò un tour di 40 date negli Stati Uniti, con inizio il 12 luglio al San Diego Civic Theatre e termine l'11 settembre al Yaamava Theater.
Nel mese di aprile 2024, lanciò il secondo singolo dall'album, "Inner Gold", in collaborazione con Royal & The Serpent. Inoltre, partecipò a un matrimonio di un miliardario egiziano presso le piramidi di Giza.
A maggio 2024, pubblicò il terzo singolo dall'album, "Evil Twin", prima dell'uscita di Duality. Confermò inoltre un tour europeo, con 23 date previste da ottobre a novembre. Inoltre, a partire dal 28 maggio, Peloton lanciò un corso con Stirling, insieme ad altri artisti come Taylor Swift e Odesza.
A giugno 2024, il videogioco Beat Saber aggiunse il brano "Untamed" dall'album Duality come parte delle canzoni per il settimo anniversario. Il 14 giugno, uscì ufficialmente Duality, e Stirling pubblicò il singolo "Survive", accompagnato dal video musicale. In un'intervista con People Magazine, rivelò che la canzone parlava della sua esperienza con il tradimento da parte del suo ex fidanzato.
Subito dopo il lancio dell'album, Stirling annunciò una collaborazione con Sixthman per una crociera musicale che avrebbe avuto luogo nel maggio 2025 a bordo della nave Norwegian Gem, partendo da Miami e arrivando a Nassau. Dopo la sua uscita, Duality raggiunse la posizione numero 25 nella classifica degli album del Regno Unito.

## Vita privata
Stirling frequentò la Brigham Young University (BYU) a Provo, Utah, dove studiò cinematografia. Successivamente, prestò servizio come missionaria a New York per la Chiesa di Gesù Cristo dei santi degli ultimi giorni (Chiesa LDS). Una storia che ha scritto riguardo alla sua missione è stata pubblicata nella raccolta Do Not Attempt in Heels: Mission Stories and Advice from Sisters Who've Been There. Nel 2009, Stirling tornò a Provo per continuare gli studi e, nel dicembre 2012, si trasferì nuovamente in Arizona per stare vicino alla sua famiglia. Nell'agosto 2015, si laureò alla Marriott School of Management della BYU con un Bachelor of Science in gestione del tempo libero. In questo periodo, Forbes stimò il suo patrimonio netto a 6 milioni di dollari.
Nel dicembre 2015, Stirling adottò Luna, un chihuahua, che è le è stato d'aiuto per affrontare il periodo di lutto per la perdita di amici e familiari. Stirling ha condiviso il suo legame con Luna in occasione di apparizioni pubbliche e servizi fotografici.

## Discografia

### Album in studio
- 2012 – Lindsey Stirling
- 2014 – Shatter Me
- 2016 – Brave Enough
- 2017 – Warmer in the Winter
- 2019 – Artemis
- 2022 – Snow Waltz
- 2024 – Duality

### Album dal vivo
- 2015 – Lindsey Stirling: Live from London

### EP
- 2010 – Lindsey Stomp

### Collaborazioni
- 2013 – 1 Original, ONE Cover (EP con Tyler Ward)
- 2013 – Living Room Session (EP con Tyler Ward e Chester See)

### Singoli
- 2012 – Crystallize
- 2014 – Beyond the Veil
- 2014 – Shatter Me (feat. Lzzy Hale)
- 2014 – Take Flight
- 2014 – Master of Tides
- 2015 – Hallelujah
- 2016 – The Arena
- 2016 – Something Wild (feat. Andrew McMahon)
- 2016 – Prism
- 2016 – Hold My Heart (feat. ZZ Ward)
- 2017 – Love's Just a Feeling (feat. Rooty)
- 2017 – Dance of the Sugar Plum Fairy
- 2017 – Christmas C'mon (feat. Becky G)
- 2018 – Warmer in the Winter (feat. Trombone Shorty)
- 2019 – Underground
- 2019 – The Upside
- 2019 – The Upside (feat. Elle King)
- 2019 – Artemis

#### Collaborazioni
- 2011 – By No Means (Eppic ft. Lindsey Stirling)
- 2011 – Party Rock Anthem (con Jake Bruene e Frank Sacramone)
- 2012 – Starships (con Megan Nicole)
- 2012 – Grenade (con Alex Boye)
- 2013 – 1 Original, ONE Cover" (con Tyler Ward)
- 2013 – Mission Impossible (con The Piano Guys)
- 2013 – Radioactive (con Pentatonix)
- 2013 – Star Wars Medley (con Peter Hollens)
- 2013 – All of Me (John Legend ft. Lindsey Stirling)
- 2014 – Papaoutai (con Pentatonix)
- 2014 – Beautiful Times (Owl City ft. Lindsey Stirling)
- 2014 – Loud (con Jessie J)
- 2015 – Sounds Like Heaven (con Marina Kaye)
- 2015 – Pure Imagination (con Josh Groban and The Muppets)
- 2015 – Les Misérables Medley, cover
- 2015 – Hallelujah (con Joy Enriquez)
- 2016 – Dying for You (con Otto Knows e Alex Aris)
- 2016 – The Show Must Go On (con Céline Dion)
- 2018 – Hi-Lo (con Evanescence)
- 2018 – Stampede (con Alexander Jean)
- 2019 – Voices (con Switchfoot)
- 2020 – We Are Warriors (con Avril Lavigne)
- 2021 – Warbringer (con TheFatRat e Everen Maxwell)
- 2021 - Lose You Now (con Mako)

## Filmografia
- 2015 – Breaking Dance
- 2017 – Lindsey Stirling: Brave Enough

## Riconoscimenti
- YouTube Music Awards
  - 2013 – Risposta dell'anno per Radioactive (Imagine Dragons song)
  - 2014 – Artista dell'anno
- Streamy Awards
  - 2013 – Migliore coreografia per Lindsey Stirling
  - 2014 – Migliore artista musicale
- Echo
  - 2014 – Miglior Crossover per Lindsey Stirling
  - 2015 – Miglior Crossover per Shatter Me
- Billboard Music Award
  - 2015 – Miglior album di musica elettronica per Shatter Me

Asteroide 242516 Lindseystirling
Le è stato dedicato l'asteroide 242516 Lindseystirling.